# Interpolació polinòmica de Lagrange

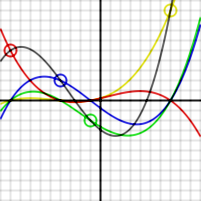
En aquesta imatge es mostren, per a quatre punts ((-9, 5), (-4, 2), (-1, -2), (7, 9)), la interpolation polinòmica (cúbica) L (x), que és la suma de les bases polinòmiques escalades i _{ 0 } l _{ 0 } (x), i _{ 1 } l _{ 1 } (x), i _{ 2 } l _{ 2 } (x) i i _{ 3 } l _{ 3 } (x). La interpolació polinòmica passa exactament pels quatre punts (anomenats punts de control) i cada base polinòmica escalada passa pel seu respectiu punt de control i s'anul quan x correspon als altres punts de control.

En anàlisi numèrica, el polinomi de Lagrange (anomenat així en honor de Joseph-Louis Lagrange) és el polinomi que interpola un conjunt de punts donat en la forma de Lagrange.
Va ser descobert per Edward Waring el 1779 i redescobert més tard per Leonhard Euler el 1783.
Atès que hi ha un únic polinomi interpolador per a un determinat conjunt de punts, resulta una mica confús anomenar-lo polinomi interpolador de Lagrange. Un nom més concís és interpolació polinòmica en la forma de Lagrange.

## Definició
Donat un conjunt de {\displaystyle k+1} punts 
{\displaystyle (x_{0},y_{0}),\ldots ,(x_{k},y_{k})}
on tots els {\displaystyle x_{j}} s'assumeixen diferents, el polinomi interpolador en la forma de Lagrange és la següent combinació lineal:
{\displaystyle L(x)=\sum _{j=0}^{k}y_{j}\ell _{j}(x)}
de bases polinòmiques de Lagrange: 
{\displaystyle \ell _{j}(x)=\prod _{i=0,\,i\neq j}^{k}{\frac {x-x_{i}}{x_{j}-x_{i}}}={\frac {x-x_{0}}{x_{j}-x_{0}}}\cdots {\frac {x-x_{j-1}}{x_{j}-x_{j-1}}}{\frac {x-x_{j+1}}{x_{j}-x_{j+1}}}\cdots {\frac {x-x_{k}}{x_{j}-x_{k}}}}

## Demostració
La funció que estem buscant és una funció polinòmica {\displaystyle L(x)} de grau {\displaystyle k} amb 
{\displaystyle L(x_{j})=y_{j}\qquad j=0,\ldots ,k}
El polinomi en la forma de Lagrange és una solució al problema d'interpolació: 
Com es pot veure fàcilment 
1. {\displaystyle \ell _{j}(x)} és un polinomi i és de grau {\displaystyle k}.
2. {\displaystyle \ell _{i}(x_{j})=\delta _{ij},\quad 0\leq i,j\leq k\,}

On {\displaystyle \,\delta _{ij}} és la delta de Kronecker.
Així, la funció  L  ( x ) és un polinomi de grau {\displaystyle k} i 
{\displaystyle L(x_{i})=\sum _{j=0}^{k}y_{j}\ell _{j}(x_{i})=y_{i}.}
El problema d'interpolació pot tenir tan sols una solució, ja que la diferència entre dues tals solucions, seria un altre polinomi de grau {\displaystyle k} com a màxim, amb {\displaystyle k+1} zeros.
Per tant, {\displaystyle L(x)} és l'únic polinomi interpolador.

## Concepte
La resolució d'un problema d'interpolació porta a un problema d'àlgebra lineal en el qual s'ha de resoldre un sistema d'equacions. Usant una base monòmica estàndard per al nostre polinomi interpolador, arribem a la matriu de Vandermonde. Triant una base diferent, la base de Lagrange, arribem a la forma més simple de matriu identitat = {\displaystyle \delta _{i,j}} , que pot resoldre immediatament.

## Ús

### Exemple
Es vol interpolar {\displaystyle f(x)=\tan(x)} en els punts 
| {\displaystyle X_{0}=-1,5}  | {\displaystyle f(x_{0})=-14.1014}  |
| {\displaystyle X_{1}=-0,75} | {\displaystyle f(x_{1})=-0,931596} |
| {\displaystyle X_{2}=0}     | {\displaystyle f(x_{2})=0}         |
| {\displaystyle X_{3}=0,75}  | {\displaystyle f(x_{3})=0,931596}  |
| {\displaystyle X_{4}=1.5}   | {\displaystyle f(x_{4})=14.1014}   |

La funció tangent i la seva interpolador.

Amb cinc punts, el polinomi interpolador tindrà, com a màxim, grau quatre (és a dir, la màxima potència serà quatre), igual que cada component de la base polinòmica.
La base polinòmica és: 
{\displaystyle \ell _{0}(x)={x-x_{1} \over x_{0}-x_{1}}\cdot {x-x_{2} \over x_{0}-x_{2}}\cdot {x-x_{3} \over x_{0}-x_{3}}\cdot {x-x_{4} \over x_{0}-x_{4}}={1 \over 243}x(2x-3)(4x-3)(4x+3)} 

{\displaystyle \ell _{1}(x)={x-x_{0} \over x_{1}-x_{0}}\cdot {x-x_{2} \over x_{1}-x_{2}}\cdot {x-x_{3} \over x_{1}-x_{3}}\cdot {x-x_{4} \over x_{1}-x_{4}}=-{8 \over 243}x(2x-3)(2x+3)(4x-3)} 

{\displaystyle \ell _{2}(x)={x-x_{0} \over x_{2}-x_{0}}\cdot {x-x_{1} \over x_{2}-x_{1}}\cdot {x-x_{3} \over x_{2}-x_{3}}\cdot {x-x_{4} \over x_{2}-x_{4}}={1 \over 243}(243-540x^{2}+192x^{4})} 

{\displaystyle \ell _{3}(x)={x-x_{0} \over x_{3}-x_{0}}\cdot {x-x_{1} \over x_{3}-x_{1}}\cdot {x-x_{2} \over x_{3}-x_{2}}\cdot {x-x_{4} \over x_{3}-x_{4}}=-{8 \over 243}x(2x-3)(2x+3)(4x+3)} 

{\displaystyle \ell _{4}(x)={x-x_{0} \over x_{4}-x_{0}}\cdot {x-x_{1} \over x_{4}-x_{1}}\cdot {x-x_{2} \over x_{4}-x_{2}}\cdot {x-x_{3} \over x_{4}-x_{3}}={1 \over 243}x(2x+3)(4x-3)(4x+3)} 

Així, el polinomi interpolador lampara s'obté simplement com la combinació lineal entre els {\displaystyle \ell _{i}(x)} i els valors de les abscissa s: 
{\displaystyle {1 \over 243}{\big (}f(x_{0})x(2x-3)(4x-3)(4x+3)-8f(x_{1})x(2x-3)(2x+3)(4x-3)}
{\displaystyle +f(x_{2})(243-540x^{2}+192x^{4})-8f(x_{3})x(2x-3)(2x+3)(4x+3)\,}
{\displaystyle +f(x_{4})x(2x+3)(4x-3)(4x+3){\big )}\,}
{\displaystyle =-1.47748x+4.83456x^{3}.\,}

## Desavantatges del seu ús
No sempre funciona correctament amb quantitats més grans de sis punts.
A mesura que creix el grau del polinomi interpolador, es percebi una creixent variació entre punts de control consecutius, el que produeix que l'aproximació entre dos punts continus és molt diferent de la que s'esperaria.
És complicat per a càlculs manuals.

## Altres aplicacions
Encara que el polinomi interpolador de Lagrange es fa servir principalment per interpolar funcions i implementar això fàcilment en un ordinador, també té altres aplicacions en el camp de l'àlgebra exacta, el que ha fet més cèlebre a aquest polinomi, per exemple en el camp dels projectors ortogonals: 
Sigui un espai vectorial complex de dimensió finita E en el qual definim un producte escalar (no necessàriament l'usual). Sigui F un operador normal, tal que gràcies al teorema de la descomposició espectral és igual a {\displaystyle \sum _{i=1}^{n}\lambda _{i}P_{i}}. On {\displaystyle P_{i}} són els projectors ortogonals i {\displaystyle \lambda _{i}} els autovectors de F associats a cada projector. Llavors: 
{\displaystyle P_{i}=\prod _{i\neq j}{\frac {F-\lambda _{j}I}{\lambda _{i}-\lambda _{j}}}=l_{i}(F)}
Sent  I  la matriu identitat.

### Demostració
Fent ús de la descomposició espectral i aplicant les propietats dels projectors: 
{\displaystyle l_{i}(F)=l_{i}(\sum _{j=1}^{n}\lambda _{j}P_{j})=\sum _{j=1}^{n}l_{i}(\lambda _{j})P_{j}=\sum _{j=1}^{n}\Delta _{ij}P_{j}=P_{i}}